# Айлиль мак Катайл
Айлиль мак Катайл (др.‑ирл. Ailill mac Cathail; умер в 698 или 701) — король Мунстера (695/696—698/701) из рода Глендамнахских (Глендамайнских) Эоганахтов.

## Биография
Айлиль был одним из сыновей короля Мунстера Катала Ку-кен-матайра, умершего от чумы в 665 или в 666 году. Владения его семьи охватывали прилежащие к горам Галти территории. Резиденция правителей Глендамнахских Эоганахтов находилась в окрестностях современного Глануэрта.
Айлиль мак Катайл получил власть над Мунстером в 695 или в 696 году, став на престоле преемником своего скончавшегося брата Фингуне. Как правитель всего Мунстера Айлиль упоминается в ирландских анналах и саге «История обнаружения Кашела», где он назван преемником короля Фингуне и предшественником Этерскела мак Маэл Умая из рода Эоганахтов из Айне. Однако его имя отсутствует в списках мунстерских правителей, сохранившихся в трактате «Laud Synchronisms» и в «Лейнстерской книге». Также и в принятом на Биррском синоде 697 года «Законе Адомнана» Айлиль упомянут только как правитель Маг Феймин (земель в окрестностях современного Фермоя), в то время как королём Мунстера в этом документе назван Этерскел мак Маэл Умай. Возможно, в конце VII века Айлиль и Этерскел соперничали между собой за обладание мунстерским престолом. Вероятно, ко времени проведения Биррского синода Этерскел смог стать единовластным правителем королевства, но вскоре после этого собрания он по неизвестным причинам был вынужден отказаться от своих притязаний на престол.
В анналах кончина Айлиля мак Катайла датируется 698 или 701 годом. Точно неизвестно, кто был непосредственным преемником Айлиля на престоле Мунстера. Хотя в средневековых списках правителей королевства следующим правителем назван Этерскел мак Маэл Умай, современные историки склоняются к мнению, что после смерти Айлиля власть над Мунстером получил Кормак мак Айлелло из Кашелских Эоганахтов.
Согласно средневековым генеалогиям (в том числе, сохранившимся в «Мунстерской книге»), у Айлиля мак Катайла было три сына — Фогартах, Энгус и Дубда. Ни один из потомков Айлиля так и не смог получить власть над всем Мунстером.